# Mingoval
Mingoval település Franciaországban, Pas-de-Calais megyében. Lakosainak száma 231 fő (2022. január 1.). Mingoval Caucourt, Aubigny-en-Artois, Béthonsart, Savy-Berlette és Villers-Châtel községekkel határos.

## Népesség
A település népességének változása:
| Lakosok száma | 229  | 229  | 235  | 230  | 231  | 232  | 233  | 233  | 231  |
|               | 2013 | 2015 | 2016 | 2017 | 2018 | 2019 | 2020 | 2021 | 2022 |